# مورينهيم
مورينهيم (بالفرنسية: Moringhem)‏ هي بلدية تقع في إقليم باد كاليه من منطقة نور با دو كاليه في شمال فرنسا. تبلغ مساحة هذه المدينة 9.98 (كم²)، وترتفع عن سطح البحر 93 م، يبلغ عدد سكانها 464 نسمة حسب إحصاء المعهد الوطني للإحصاء والدراسات الاقتصادية سنة 2009 م. وترأس Hugues Persyn البلدية خلال فترة (2008-2014).